# Safaniyah
Safaniyah est l'un des plus grands champs pétroliers du monde, et de loin le plus grand offshore. Situé dans les eaux saoudiennes du golfe Persique, il fut découvert en 1951 par Chevron Corporation.
Ses réserves ultimes sont probablement proches de 30 à 35 Gbbl, dont environ 20 auraient été déjà extraits. La production aurait décliné sensiblement récemment, passant de 2 Mbbl/j en 2000 à 1,7 désormais. Comme toujours avec le secteur pétrolier saoudien, toutes les quantités sont à prendre avec précaution.
Le pétrole de Safaniyah est d'assez basse qualité : lourd (27°API) avec une teneur en soufre élevée (3 %). Il fournit surtout du carburant lourd pour l'industrie et la marine.